# Listă de grădini din Italia
Acest articol cuprinde majoritatea grădinilor din Italia.

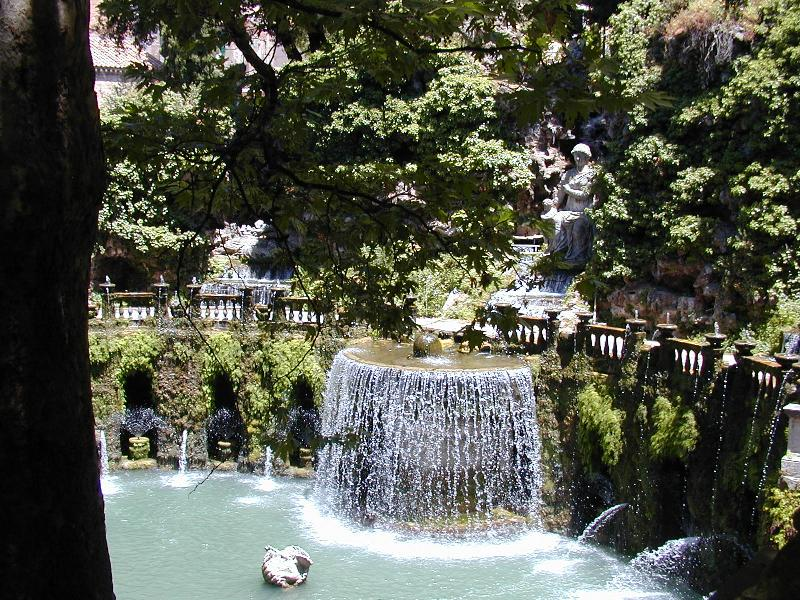
Grădinile de la Villa d'Este.

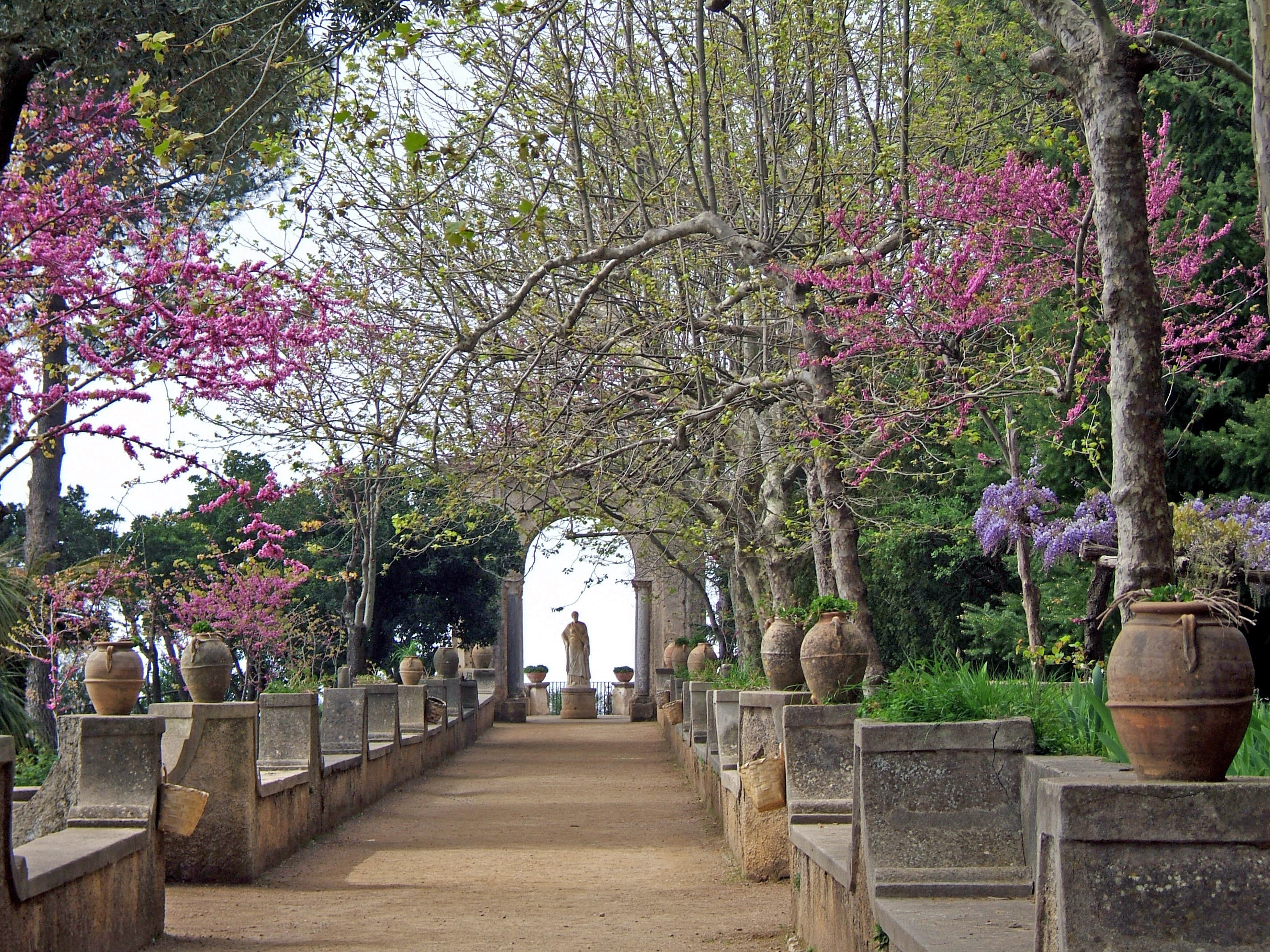
Grădinile de la Villa Cimbrone din Ravello.

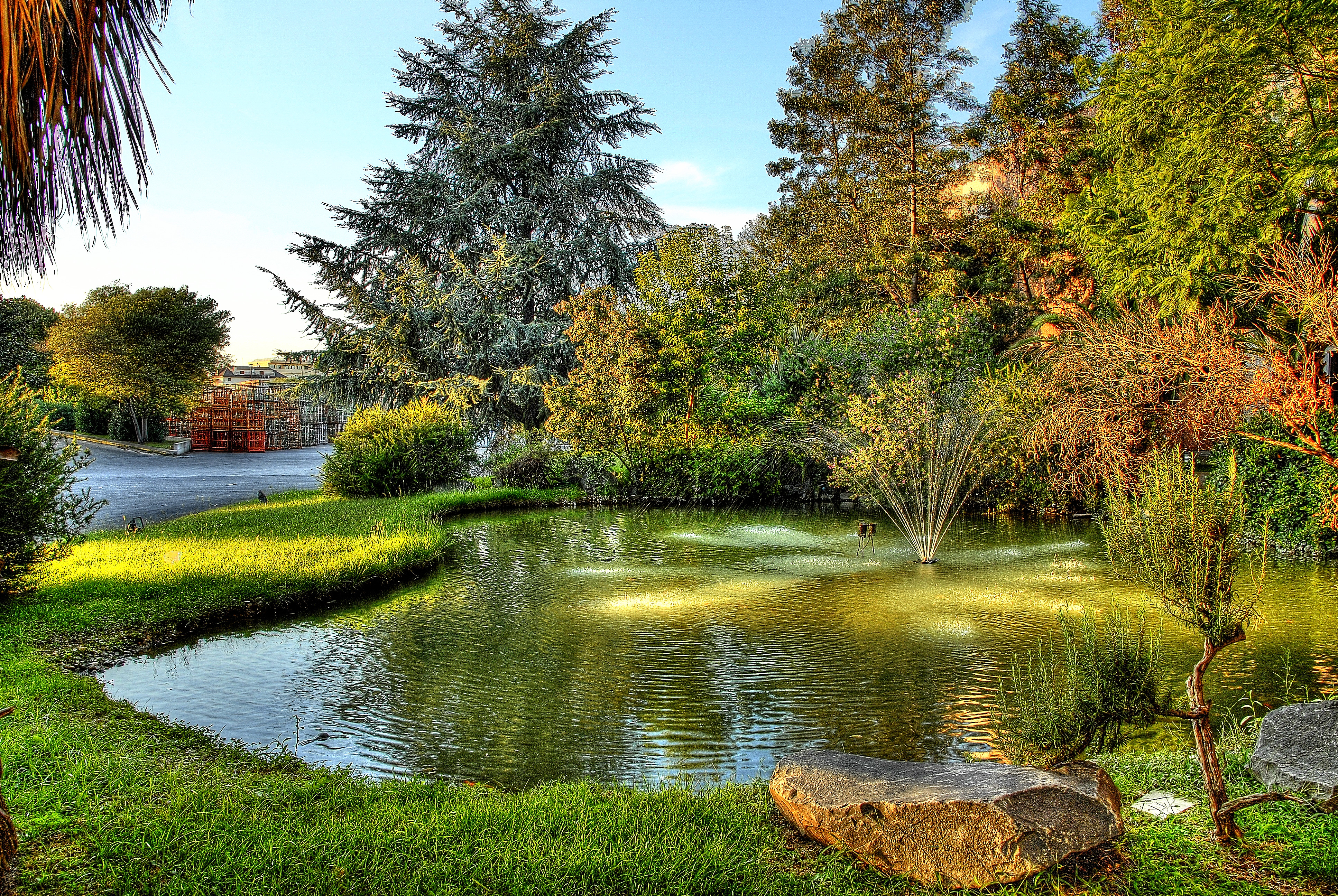
Un mic lac în Saima Avandero in Aprilia.

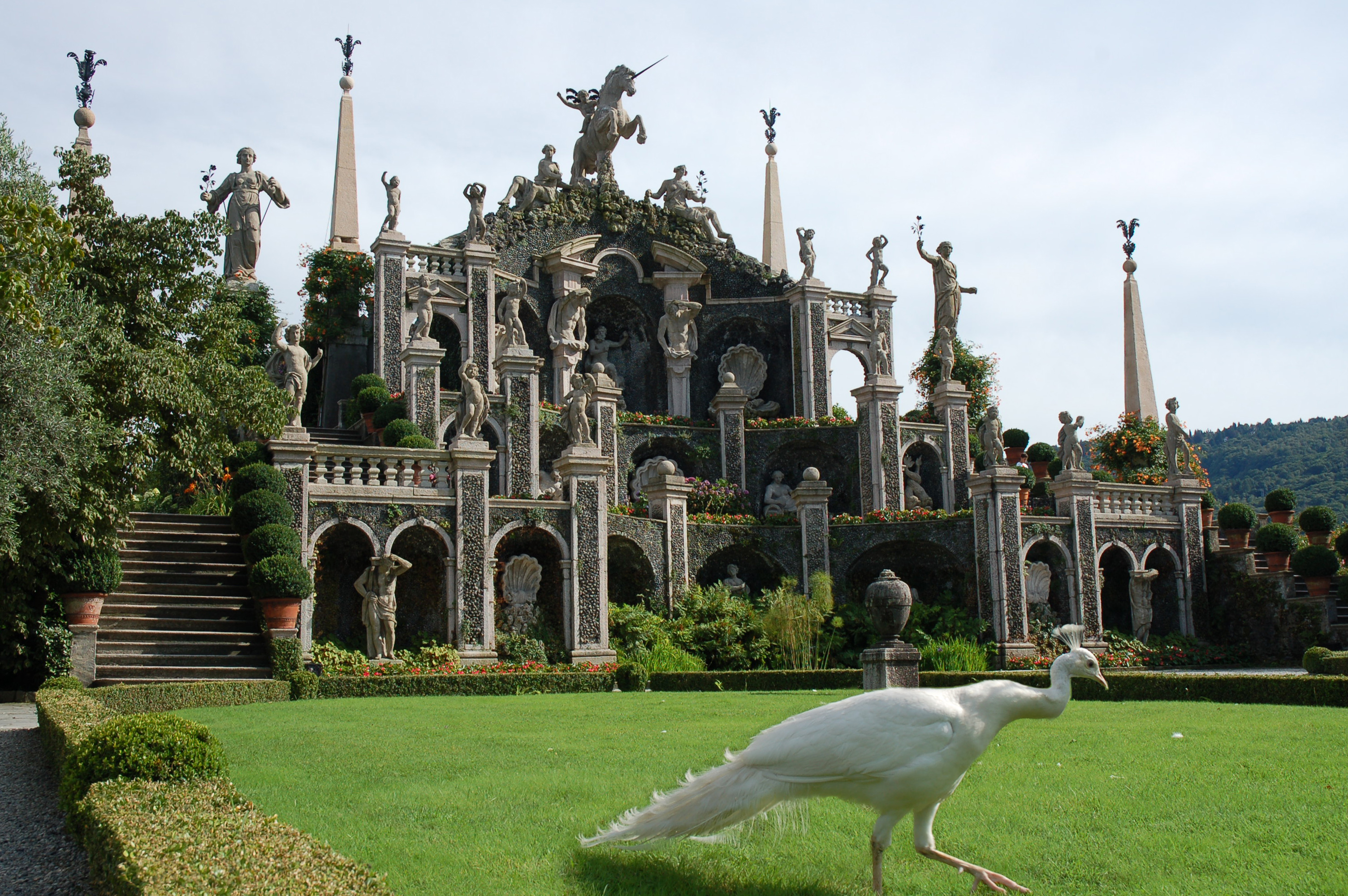
Grădinile de pe Isola Bella (Lacul Maggiore).

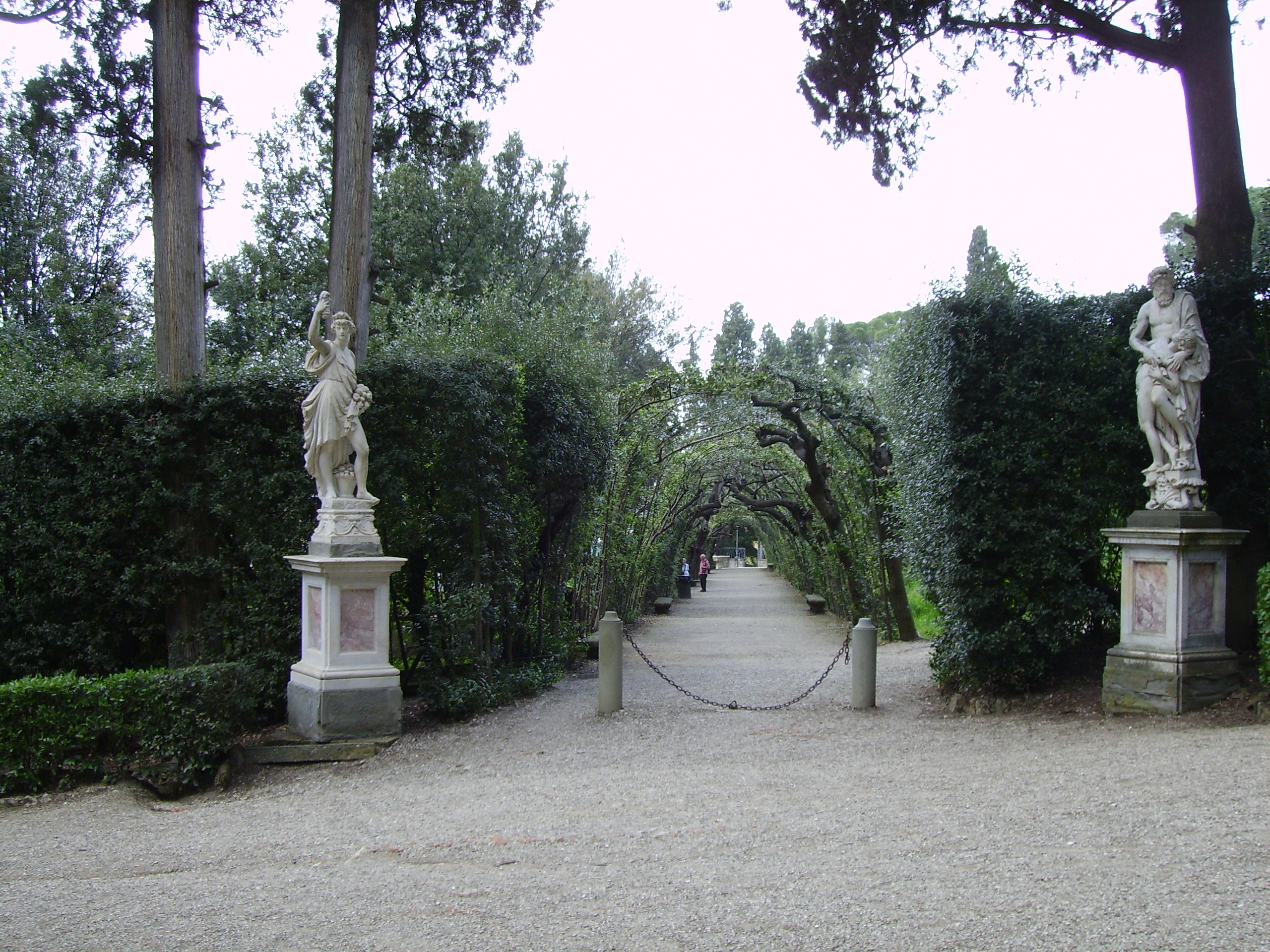
Grădinile Boboli.

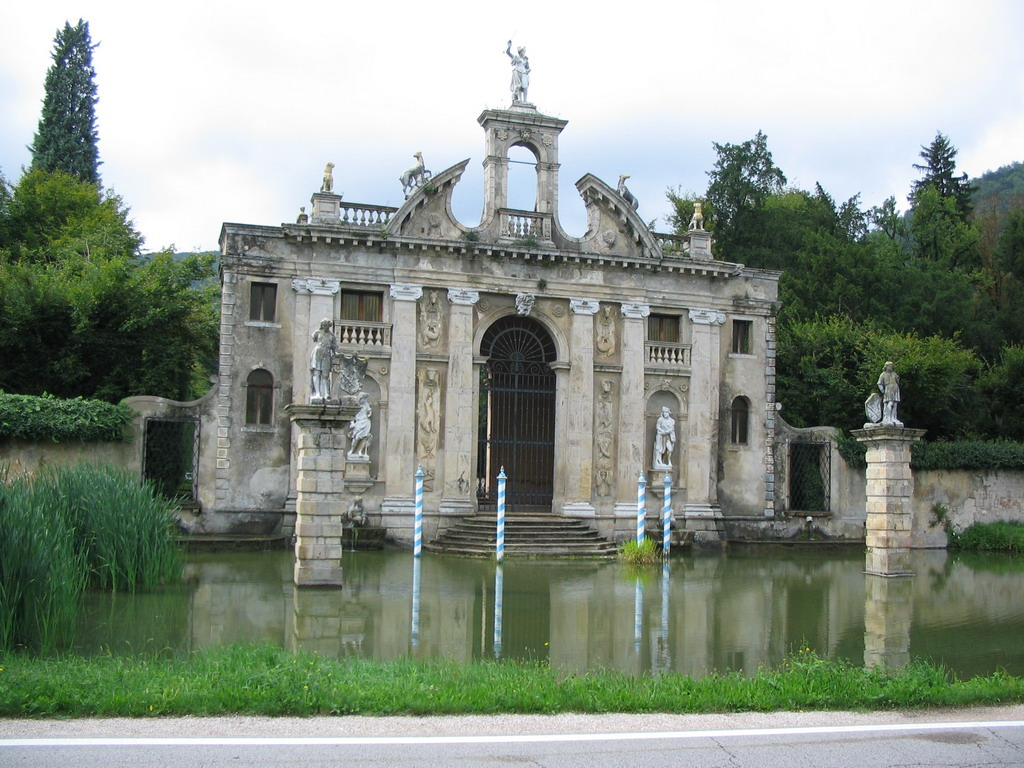
Grădini din Veneto.

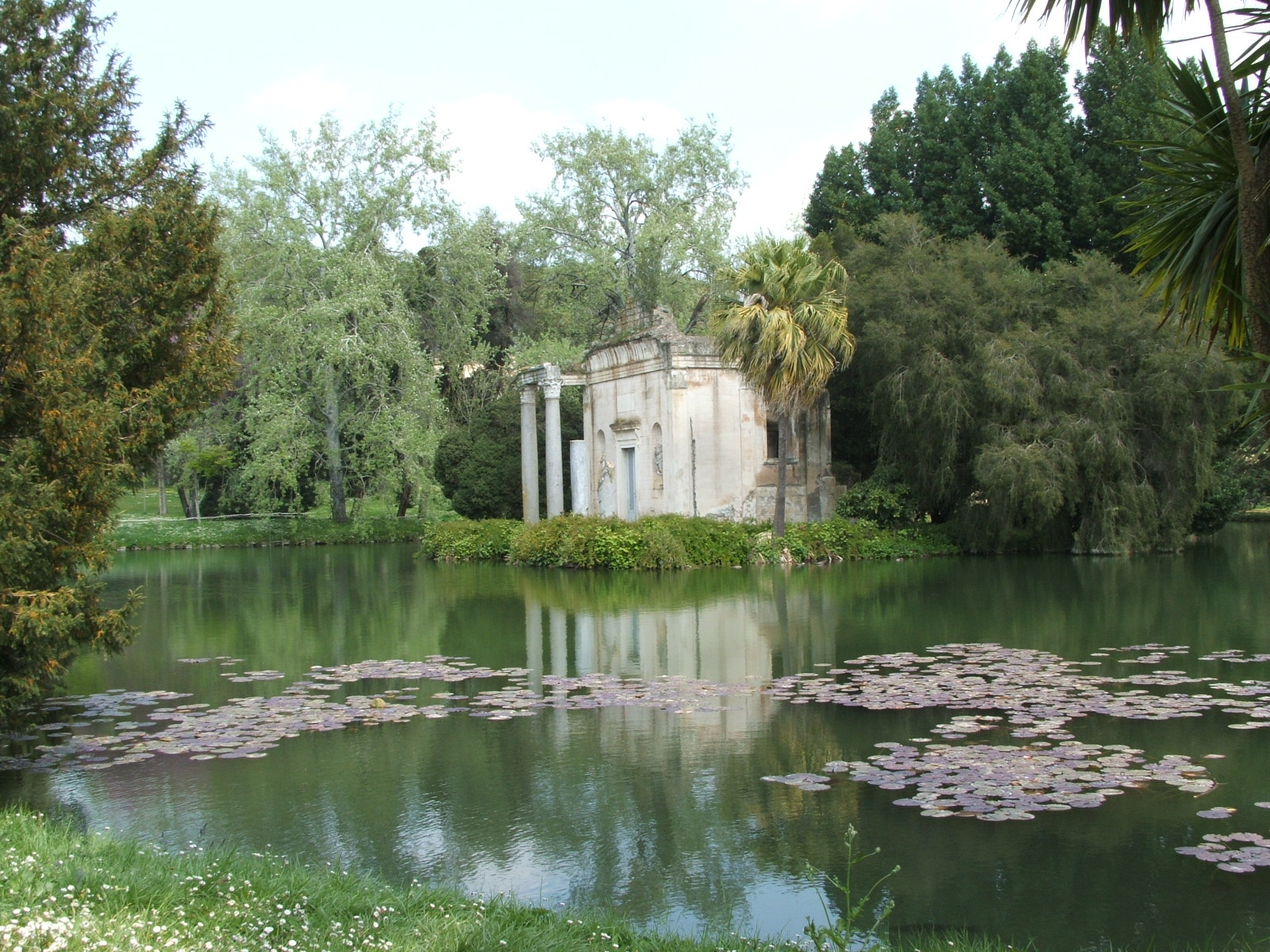
Grădinile englezeşti ale Palatului din Caserta.

## A
- Villa Aldobrandini

## B
- Biennale Gardens
- Boboli Gardens
- Bomarzo 'Park of the Monsters'

## D
- Ducal Palace of Colorno
- Ducal palace of Sassuolo

## F
- Fonte di Fata Morgana

## G
- Giardini di Giusti
- Giardino Bardini
- Giardini delle Mura (Verona)

## I
- Isola Bella (Lago Maggiore)
- Isola Madre

## L
- La Foce
- Villa Lante
- Villa Ludovisi

## M
- Orazio Marinali

## P
- Palace of Portici
- Palazzo Pfanner
- Villa Palmieri, Fiesole
- Park of the Monsters

## R
- Grădina de la Rotonda Padua

## V
- Villa Aldobrandini
- Villa Arrighetti
- Villa Barbarigo (Valsanzibio)
- Villa Carlotta
- Villa Cetinale
- Villa Cicogna Mozzoni
- Villa Cimbrone
- Villa d'Este
- Villa di Corliano
- Villa di Pratolino
- Villa di Quarto
- Villa Durazzo-Pallavicini
- Villa Gamberaia
- Villa Giovannelli Colonna
- Villa Lante
- Villa Lancellotti
- Villa Marlia
- Villa Massei
- Villa Medici at Cafaggiolo
- Villa Medici at Careggi
- Villa Medici at Careggi
- Villa Medici in Fiesole
- Villa Widmann – Foscari